# Riders of the Purple Sage (film 1941)
Riders of the Purple Sage è un film del 1941 diretto da James Tinling.
È un film western statunitense con George Montgomery, Mary Howard e Robert Barrat. È basato sul romanzo del 1912 La valle delle sorprese (Riders of the Purple Sage) di Zane Grey.

## Produzione
Il film, diretto da James Tinling su una sceneggiatura di William Bruckner e Robert F. Metzler e un soggetto di Zane Grey (autore del romanzo), fu prodotto da Sol M. Wurtzel per la Twentieth Century Fox Film Corporation e girato nelle Alabama Hills a Lone Pine, California, dal 10 giugno all'inizio di luglio 1941.

## Distribuzione
Il film fu distribuito negli Stati Uniti dal 10 ottobre 1941 al cinema dalla Twentieth Century Fox. È stato distribuito anche in Brasile con il titolo Cavaleiros do Deserto.